# Хвостиков, Игорь Владимирович
Игорь Владимирович Хвостиков (род. 11 июля 1966 года, Черкесск, Ставропольский край, РСФСР, СССР) — российский деятель органов государственной безопасности, генерал-лейтенант. Начальник Управления ФСБ по Республике Татарстан (с 26 апреля 2020).

## Биография

### Происхождение
Родился 11 июля 1966 года в городе Черкесск. В 1992 году закончил Высшую школу КГБ СССР.

### Служба
С 1987 года служит в органах службы безопасности.
С 1992 по 2012 год был сотрудником ФСБ РФ по Ставропольскому краю; дослужился до заместителя начальника ФСБ края.
С ноября 2012 по 2016 год возглавлял управление ФСБ по Пензенской области.
С марта 2016 года по 26 апреля 2020 года занимал должность начальника управления ФСБ по Чеченской Республике. 
С 27 апреля 2020 года является руководителем управления ФСБ по Республике Татарстан.
Глава Чеченской Республики Рамзан Кадыров о переводе Игоря Хвостикова на пост главы ФСБ Татарстана: 
…Я поблагодарил Игоря Хвостикова за многолетнюю добросовестную службу. За время работы в Чеченской Республике он снискал к себе большое уважение, зарекомендовал себя как настоящий профессионал.

## Награды и звания
Имеет звание Генерал-лейтенант (РФ). Награждён государственными и ведомственными наградами. 